# Hein Altenbroxter

Hein Altenbroxter 2013

Hein Altenbroxter (* 21. Mai 1961 in Hamburg) ist ein deutscher Schlagzeuger, Produzent und Musikautor.

## Leben und Karriere
Geboren und aufgewachsen in Stade und Hamburg, beginnt Altenbroxter im Alter von zwölf Jahren, Schlagzeug zu spielen. Von 1980 bis 1984 wird er von Professor Udo Dahmen in Hamburg ausgebildet. Bekannt ist Altenbroxter vor allem für seine Zusammenarbeit als Session- und Tourneeschlagzeuger mit Hannes Bauer (Udo Lindenberg), Matthias Reim, James Hopkins Harrison (Lake), Andreas Becker (Peter Maffay Band), der Hardrock Formation „Lone Age“ und insbesondere der von Peter Maffay produzierten Band „Dornröschen“ mit der Sängerin Tina Hahne.
Zwischen 1986 und 1988 sowie 1993 spielt er bei Hannes Bauer. Im Sommer 1989, kurz vor der Wende, spielt er eine Tournee mit Bernward Büker in der ehemaligen DDR. 1994 spielt er die CD „Rock History Drum Loops“ ein, produziert von Arthur Koll, Black Box Music. 1997 wird er als Session Drummer für das Album „Reim 3“ von Matthias Reim engagiert und fliegt nach Miami USA, um das Album dort mit zu produzieren, und einzutrommeln. Während und nach einem intensiven Tourneeprogramm zwischen 1994 und 1998 mit Reim und anderen schreibt er mit dem Sänger HANS ENGELS das Erfolgsmusicals „Yesterday“. Hein ruft zwischen 1997 und 2004 verschiedene Produktionen von „YESTERDAY“ ins Leben. Sänger, Musiker und Schauspieler wie Mike Kilian, Taco, Susi Frese, Geff Harrison, Dave Ashby, Rainer Grünebaum sowie der Comidian Ole Lehmann wirken bei verschiedenen Produktionen des Stückes auf großen und kleinen Bühnen mit. Stationen waren z. B. das Metropol Theater (jetzt Admiralitätspalast) in Berlin oder der Delphi Showpalast in Hamburg. Yesterday wurde bis heute weit über 1000 mal gespielt (CD Yesterday – Das 60er Jahre Musical von Hein Altenbroxter und Hans Engels, Soundtrack, Label: Toi Toi Toi Rec.) Hein Altenbroxter ist in vielen Musikgenres beheimatet und wird wegen seines „erdigen“ und dabei stets virtuosen Schlagzeugspielens gerne in der Rock- und Pop-Szene gesehen. Für Matthias Reim, LAKE, Yorck und andere ist er ebenfalls als Autor von Musik und Text in Erscheinung getreten. In seiner Karriere arbeitete er unter anderem mit James Hopkins Harrison, Lake, Frank Peterson (Gregorian, Sarah Brightman), Chris Laut & Ohrenfeindt, Mike Killian (Rockhaus & Starfucker), Udo Lindenberg, Peter Maffay, Matthias Reim, Tina & Dornröschen, Taco, Gunnar Heyse, Hannes Bauer, Rolf Köhler, Yorck, Andreas Becker, Volker (Eddi) Duddeck, Arthur Koll, Lone Age, Susi Frese, Hans Engels & Park Lane, Bernward Bücker, Lonzo Westphal, Geff Harrison, Neil Landon und Axel Hahne zusammen. Hein spielt Premier Signia Drums und Paiste Cymbals, Pedale von TAMA, sowie Roland und Yamaha E-Drums und Keyboards.
Altenbroxter ist während seines künstlerischen Wirkens am Schlagzeug auch als Schlagzeuglehrer für verschiedene Musikschulen in und um Hamburg herum aufgetreten. Er unterrichtet heute an seiner eigenen privaten Musikschule in Hamburg.

### Aktuell
Im Jahr 2012 veröffentlicht die Hamburger Band LAKE um den Gitarristen ALEX CONTI den Song NIGHTBIRDS, mit der Original Stimme des früheren LAKE Sängers JIM HOPKINS. Der Song wurde im Original von Gründungsmitglied JIM HOPKINS, von ANDREAS BECKER (Peter Maffay, Fee) u. von HEIN ALTENBROXTER im Jahr 1990 für ein seinerzeit geplantes Comeback von LAKE in ANDREAS BECKER’s Studio in Braunschweig ein-gesungen und eingespielt. Im Juni 2013 spielt Hein mit CHRIS LAUT in seiner Band OHRENFEINDT Open Air Festivals. Seit 2011 bis heute spielt HEIN ALTENBROXTER(Drums und Gesang)als festes Mitglied in der Hamburger Formation YORCK. Lead-Sänger & Gitarre: YORCK MÄNNICH, Bass & Gesang: DIETER HORNS (LUCIFER’S FRIEND). Die Band YORCK veröffentlicht in anderer Besetzung bisher zwei Alben: Im Jahre 2002 erscheint das Album "Yorck" und 3 Jahre später erscheint "times of trouble".

## Diskographie (Auszug)
| - 1990: Album: Bernward (Bernward Büker) - 1990: Album: Thomas Kisser/Premiere (WEA)(Tour Drummer) - 1990: Single: Thomas Kisser/Nie wieder Walzer tanzen (WEA)(Tour Drummer) - 1992: Single: Thomas Kisser/Kai war dabei (Intercord)(Tour Drummer) - 1992: Album: Lone Age/Mama Look At Me Now (SPV) - 1994: Album: Rock History Drum-Loops Vol. 1 (Black Box Music) - 1994: Album: Andreas Becker/Ready Now (SWOM Rec.) - 1995: Album: Dornröschen (BMG ARIOLA) - 1995: Single: Dornröschen/Straßenkinder (BMG ARIOLA) - 1995: Single: Sarah Brightman/Chris Thompson - How Can Heaven Love Me - Rock History Drum Loops (East West) - 1996: Album: Park Lane – Hansen’s Journey (Black Box Music) - 1996: Single: Solidarzuschlag featuring Peter Egg/Zum Geburtstag viel Sex | - 1996: Album: Soundtrack: Musical Yesterday (Black Box Music) - 1997: Album: Matthias Reim/Reim 3 (Polydor) - 1997: Single: Matthias Reim/Keine Angst (Polydor) - 1997: Single: Matthias Reim/Lieb mich (Polydor) - 1997: Single: Matthias Reim/Du machst mich verrückt (Polydor) - 1998: Album: Matthias Reim/Sensationell (Polydor) - 1998: Album Soundtrack: Musical Yesterday (Megaphon) - 1998: Single: Geff Harrison/Songs Of Yesterday – Musical Yesterday (Megaphon) - 1999: Album: Peter Sebastian/Wer mich nicht will… (Toi Toi Toi Rec) - 2000: Album Soundtrack: Musical Yesterday (Megaphon) - 2005: Single: Herman’s Hermits/No Milk Today (Zounds) - 2012: Autor/Song/Text: LAKE/Nightbirds aus dem Album: FREEDOM (Mad As Hell Production) |